# Rue Lalo
La rue Lalo est une voie du 16e arrondissement de Paris, en France.

## Situation et accès
La rue Lalo est une voie publique située dans le 16e arrondissement de Paris. Elle débute au 62, rue Pergolèse et se termine au 32, boulevard Marbeau. Elle est longue de 200 mètres pour une largeur de 12.
C'est une voie à sens unique dans le sens rue Pergolèse, rue Marbeau.

## Origine du nom

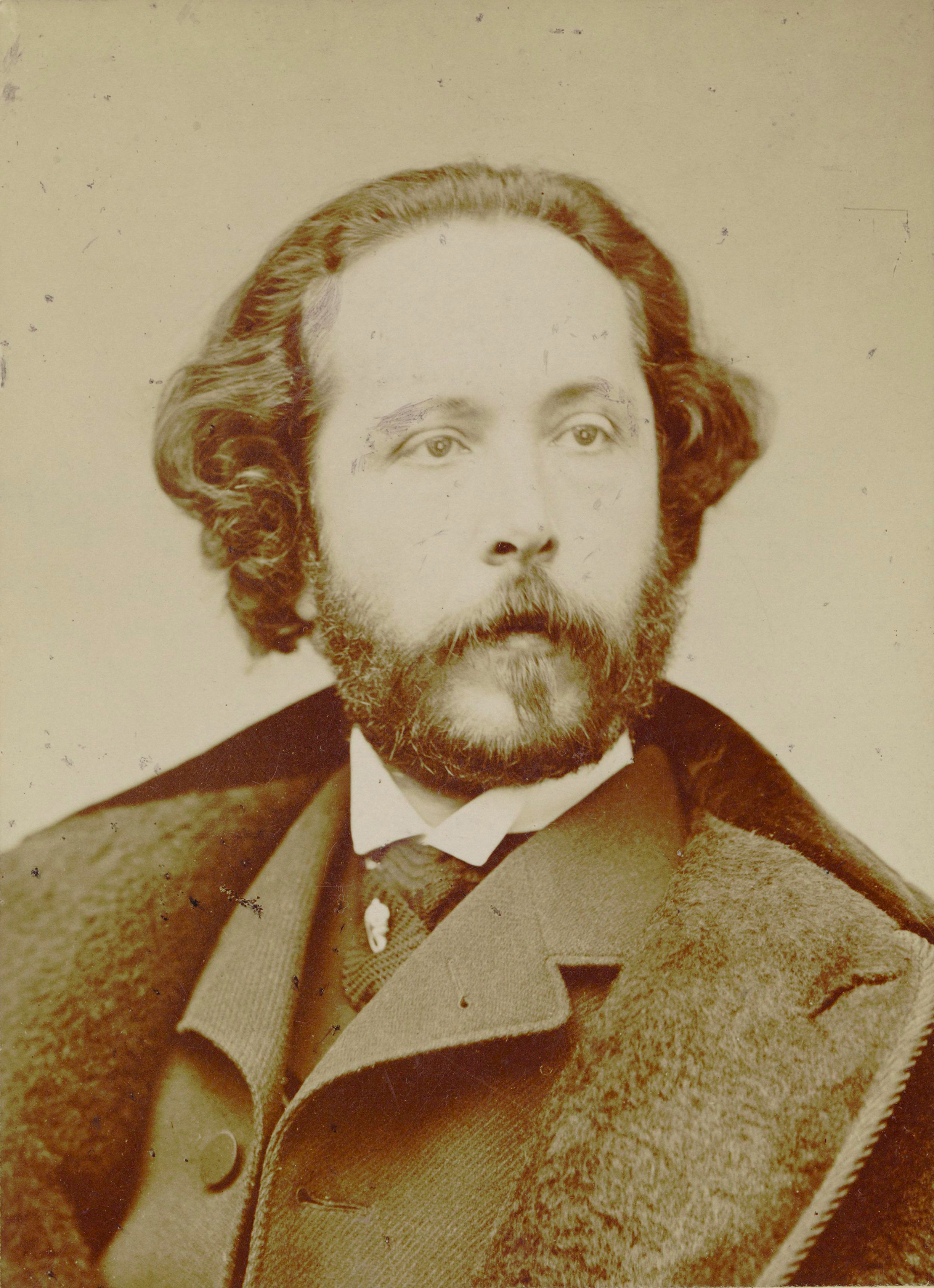
Le compositeur français Édouard Lalo (vers 1865).

Elle porte le nom du compositeur français Édouard Victor Antoine Lalo (1823-1892).

## Historique

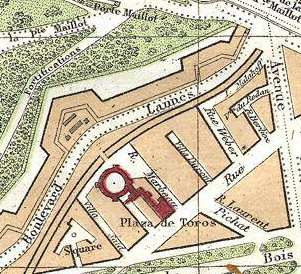
Le quartier de la porte Maillot-Porte Dauphine en 1892.

Elle a été ouverte sur l'emplacement d'anciennes arènes de tauromachie : La Gran Plaza de Toros du Bois de Boulogne (édifiées en 1889 pour l'Exposition universelle de Paris, vendues et démolies dès 1893 faute d'avoir rencontré le succès escompté). La Gran Plaza de Toros occupait tout le terrain, de 20 000 m2, compris entre la rue Pergolèse et le boulevard Lannes et entre la rue Lannes-Sud, la villa Saïd et la rue Marbeau. 
La rue a pris sa dénomination actuelle par un arrêté du 28 juillet 1896.

## Bâtiments remarquables et lieux de mémoire

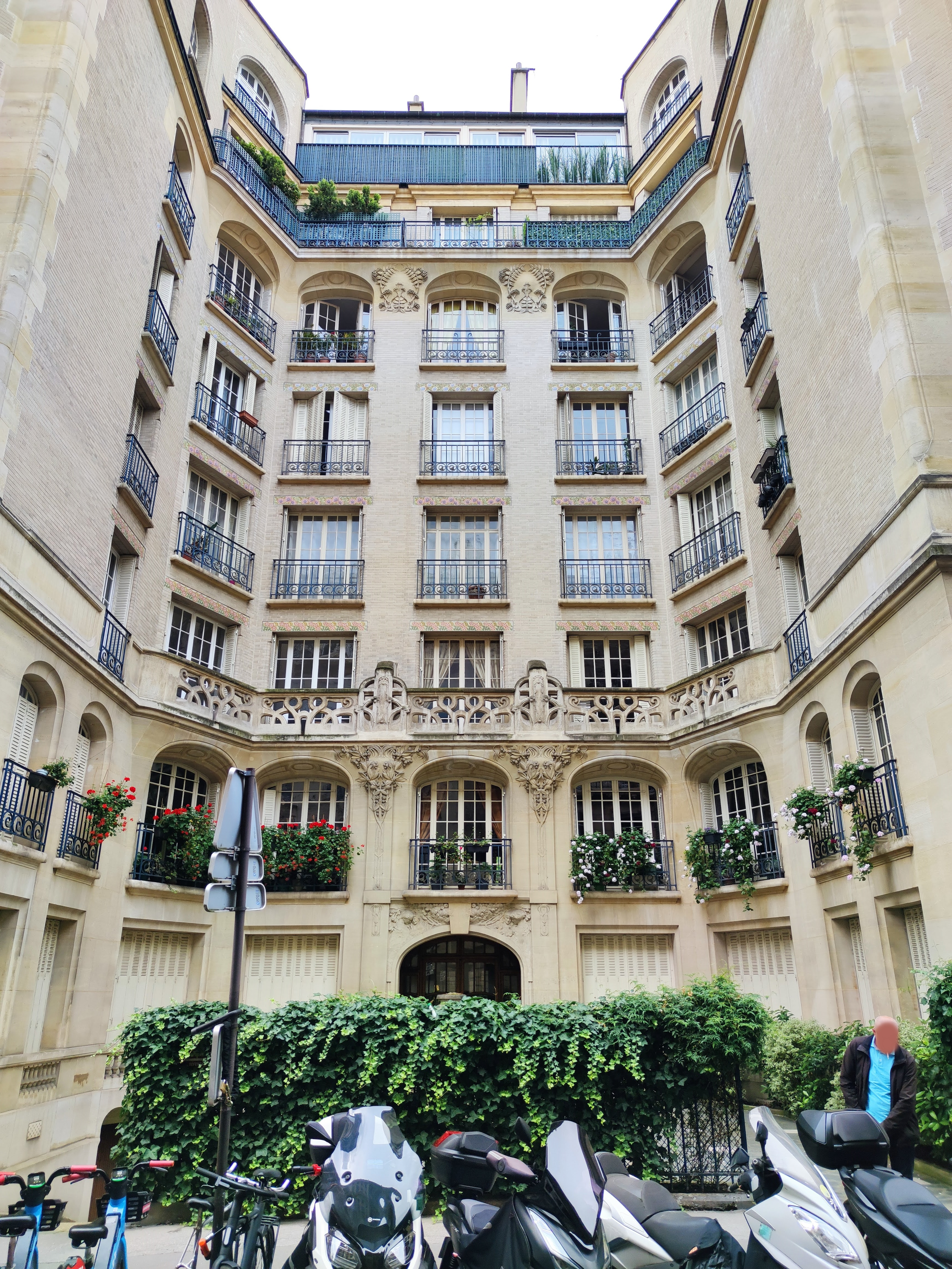
No 5

- No 5 : immeuble construit en 1906 par les architectes Georges-Raymond Barbaud et Édouard Bauhain[4]. Les sculptures sont de Jules Rispal[5].
- No 7 : l'aviateur Roland Garros (1888-1918) y a vécu, dans un appartement au 3e étage[6].
- Nos 9 et 9 bis : immeuble construit en 1910 par Georges Bourgouin, lauréat du Concours de façades de la Ville de Paris en 1911[7].